# Raúl Silva
Raúl Michel Melo da Silva, mais conhecido como Raúl Silva (Belém, 4 de novembro de 1989), é um futebolista brasileiro que atua como zagueiro. Atualmente, joga pelo Universitatea Craiova.

## Carreira

### Início
Foi formado nas categorias de base do Remo, e fez sua estreia no time principal no dia 24 de fevereiro de 2010, na partida São Mateus 1–2 Remo, onde atuou apenas 3 partidas.

### Athletico Paranaense e Remo
No mesmo ano foi emprestado ao Atlético Paranaense. Retornou ao Remo em 2011.

### Sport
Foi transferido para o Sport. Mas atuou apenas uma partida.

### Arapongas e Criciúma
Foi emprestado para o Arapongas e depois para o Criciúma em 2012.

### Paysandu
Em 2013, foi para o Paysandu, onde conseguiu se firmar entre os titulares, atuando em 27 partidas.

### Figueirense
No início de 2015, Raúl foi apresentado ao Figueirense. Não conseguiu se firmar entre os titulares e não teve seu contrato renovado.

### Marítimo
Em janeiro de 2015, foi confirmado como o novo reforço do Marítimo para a temporada de 2015.

### Ceará
Em janeiro de 2016, Raúl Silva foi emprestado ao Ceará por 1 ano.
Em maio de 2016, foi devolvido ao Marítimo.

### Braga
Em maio de 2017, chega ao Braga depois de ter confirmado a sua fama goleadora no Marítimo, indo para a sua quarta temporada em Portugal.

### Estoril
Em Janeiro de 2022, Raul Silva foi jogar no Estoril Praia até final da temporada, por empréstimo do SC Braga.

### Universitatea Craiova
Em 28 de junho de 2022, Raúl Silva foi anunciado pelo Universitatea Craiova, assinando por duas temporadas.

## Títulos
Paysandu
- Campeonato Paraense: 2013

Figueirense
- Campeonato Catarinense: 2014

Braga
- Taça de Portugal: 2021-22